# Baszłyki
Baszłyki (ukr. Башлики, Baszłyky) – wieś na Ukrainie w rejonie łuckim obwodu wołyńskiego.

## Historia
Pod koniec XIX wieku wieś w gminie Ołyka, w powiecie dubieńskim.
Do 2020 w rejonie kiwereckim. 